# Herman Hugo

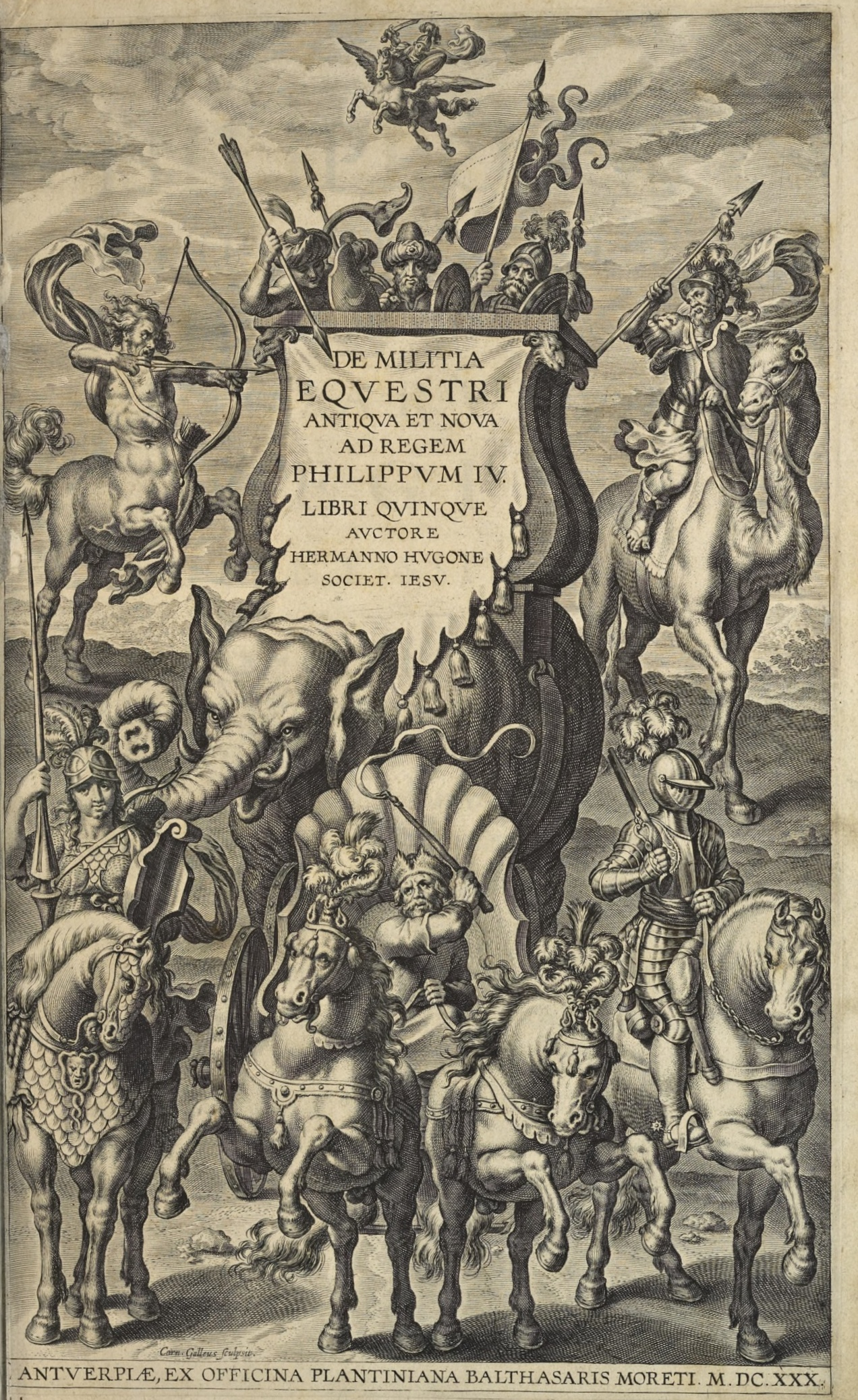
Cornelis Galle I, frontispicio de Herman Hugo, De militia equestri antiqua et nova ad regem Philippum IV, Amberes, en la oficina Plantiniana de Balthasar Moretus, 1630.

Herman Hugo (Bruselas, 1588-Rheinberg, 1629) fue un sacerdote jesuita belga, escritor y poeta en lengua latina y capellán de las tropas de Ambrosio Spínola.

## Biografía
Tras estudiar humanidades y dos cursos de filosofía en la Universidad de Lovaina, el 4 de septiembre de 1605 ingresó en el noviciado jesuita de Tournai, en el condado de Henao. Completado el periodo formativo pasó a enseñar retórica y humanidades en Amberes. Con sus alumnos del colegio jesuita de Amberes publicó en 1611 una antología de poesías dedicadas a los obispos de la ciudad (Fama Postvma Praesvlvm Antverpiensivm) y las cartas de João Rodrigues y Matteo Ricci, misioneros jesuitas en China y Japón. En 1613 recibió la ordenación sacerdotal. Prefecto de estudios en Bruselas durante los seis años siguientes, en 1621 viajó a Madrid en el séquito de Philippe d'Arenberg, sexto duque de Aerschot, embajador extraordinario del archiduque Alberto de Austria con motivo del ascenso al trono de Felipe IV. De vuelta en los Países Bajos, convertido en capellán militar de las tropas españolas y confesor de Ambrosio Spínola, acompañó al duque de los Balbases al concluir la tregua de los doce años en el fallido sitio de Bergen op Zoom (1621) y en la toma de Breda (1625), de la que dejó una relación ricamente ilustrada con estampas topográficas y demostrativas de las fortificaciones, inmediatamente traducida al español, francés e inglés. Murió en Rheinberg, en el bajo Rin, el 12 de septiembre de 1629, a consecuencia de la peste que se había extendido entre la tropa.
Aunque con buen dominio del flamenco, el francés, el español y el italiano, escribió todas sus obras en latín, comenzando precisamente con una exposición sobre los orígenes de la escritura, De prima scribendi origine (1617). Publicó también un tratado apologético contra las enseñanzas del teólogo luterano Balthasar Meisner y tradujo del italiano al latín las vidas de los jesuitas Juan Berchmans y Carlo Spinola, martirizado en Nagasaki. Fruto de su experiencia como capellán militar y de su proximidad a Ambrosio Spinola, además de la citada relación del sitio y expugnación de Breda, será el tratado De Militia Eqvestri Antiqva et Nova, dedicado al origen de la caballería, su organización y funciones tácticas, publicado póstumamente en 1630 aunque las aprobaciones son de 1628, pero la obra que le proporcionó mayor fama es un pequeño libro de emblemas con ilustraciones de Boetius à Bolswert titulado Pia Desideria, del que se hicieron numerosas ediciones, tras la primera de 1624, y traducciones a diversos idiomas, entre ellas la española del también jesuita Pedro de Salas editada en Valladolid en 1638 con el título Affectos divinos con emblemas sagradas, y una adaptación para uso de los protestantes: Herman Hugonis Piorum Desideriorum Libri tres, Emendati, aucti, illustrati, et ad regulam Orthodoxae Fidei Reformati, Edtio prorsus nova, Fráncfort, 1657. Inspirándose en los Amorum Emblemata de Otto Vaenius y en su versión cristianizada, los Amoris Divini Emblemata (Amberes, 1615), textos seleccionados de las Sagradas escrituras y los Padres de la Iglesia poéticamente glosados por Herman Hugo se ilustran con las imágenes de Bolswert en las que el protagonismo corresponde al Amor divino y el Alma humana en figuras infantiles para guiar al lector entre suspiros, lágrimas y desmayos por las etapas de la unión mística.

## Obras

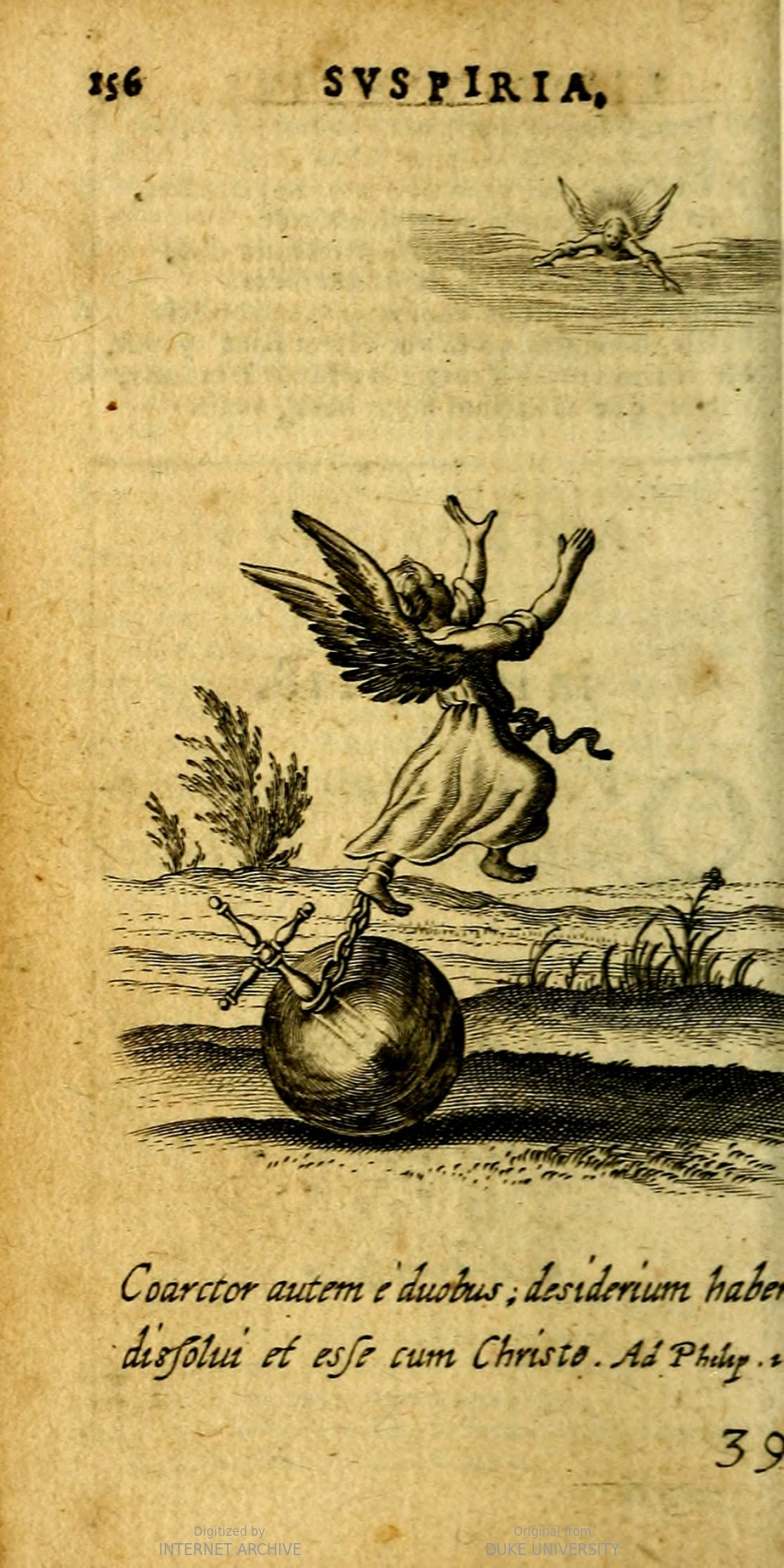
Herman Hugo, Pia Desideria (4ª edición, Lovaina, 1628). Lib. III, 39

- De prima Scribendi origine, Antverpiae ex officina Plantiniana, apud Balthasarem & Ioannem Moretos, 1617.[5]
- De vera fide capessenda ad neoeuangelicam synodum dordracenam apologetici libri tres, aduersus Balthasarem Meisnerum lutheranum & Henricum Brandium caluinistam pro consultatione R.P. Leonardi Lessii, Antverpiae, ex officina Plantiniana, 1620.[6]
- Pia Desideria. Emblematis Elegiis & affectibus SS. Patrvm Illvstrata, Antverpiae, 1624.[7] [Traducción española: Pedro de Salas, Affectos divinos con emblemas sagradas, Valladolid, 1638.[8]
- Obsidio Bredana armis Philippi IIII., auspiciis Isabellae, ductu Ambr. Spinolae perfecta, Antverpiae, Ex Officina Plantiniana, 1626. [Traducción española: Sitio de Breda, rendida a las armas del Rey Don Phelipe IV. A la virtud de la Infante Dona Isabel, al valor del Marqués Ambrosis Spinola. Traduxole Emanuel Sueyro, Antverpiae, Ex Officina Plantiniana, 1627][9]
- De Militia Eqvestri Antiqva et Nova Ad Regem Philippvm IV. Libri Qvinqve, Ex Officina Plantiniana Balthasaris Moreti, 1630.[10] Ilustrada con grabados que se han atribuido a Jacques Callot a excepción de la hoja de título, firmada por Cornelis Cort I.[11]